# Mladen Nelević
Mladen Nelević (Zenica, 13. siječnja 1957.), crnogorski filmski, televizijski i kazališni glumac rođen u Bosni i Hercegovini.

## Filmografija

### Televizijske uloge
- "Božićni ustanak " kao Todor (2015.)
- "Budva na pjeni od mora" kao Jovo Radmilović (2012. – 2015.)
- "Kriza" kao Salko (2014.)
- "Vojna akademija" kao Desimir Džaković (2012. – 2014.)
- "Lud, zbunjen, normalan" kao Žarko Gepek (2013.)
- "Montevideo, Bog te video!" kao Jovika (2013.)
- "Dva smo svijeta različita" kao Milun (2011.)
- "Naša mala klinika" kao Sreten Pejović - Pejo (2007. – 2011.)
- "Pare ili život" kao Rajko (2010.)
- "Selo gori, a baba se češlja" kao Krle (2008. – 2009.)
- "To toplo ljeto" kao Milivoje Šolaja (2008.)
- "Kafanica blizu SiS-a" kao Bonjo Mrsikić (2007. – 2008.)
- "Ljubav i mržnja " kao kum Aleksa (2007. – 2008.)
- "Agencija za SiS" kao Bonjo Mrsikić (2007.)
- "Ljubav, navika, panika" kao Katić (2006.)
- "M(j)ešoviti brak" kao Vojinov brat Milun (2003. – 2006)
- "Složna braća" kao Vukadin/Radojica (1996.)
- "Portret Ilije Pevca" kao Joviša (1988.)
- "Vuk Karadžić" kao vladika Petar Petrović Njegoš (1988.)
- "Vrijeme prošlo - vrijeme sadašnje" kao Anđa (1986.)
- "Misija majora Atertona" kao partizan bundžija (1986.)
- "Brisani prostor" kao Fil (1985.)

### Filmske uloge
- "Vojna akademija 3" kao Desimir Džaković (2016.)
- "Dnevnik mašinovođe" kao Dragan Dizel (2016.)
- "Gorčilo - Jesi li to došao da me vidiš" kao Željo Cvrkota (2015.)
- "Atomski zdesna" kao Enver (2014.)
- "Vojna akademija 2" kao Desimir Džaković (2013.)
- "As pik" (2012.)
- "Parada" kao Boro (2011.)
- "Lokalni vampir" (2011.)
- " Kako su me ukrali Nijemci" kao Aleksov prijatelj (2011.)
- "Motel Nana" kao direktor škole (2010.)
- "Selo gori... i tako" kao Krle (2008.)
- "Osmrtnica za Eskobara" kao inspektor Savić (2008.)
- "Gledaj me" kao Jovan Petrović (2008.)
- "Promijeni me" kao inspektor Biković (2007.)
- "Klopka" kao Marko (2007.)
- "Guča!" kao Sačmo (2006.)
- "Sedam i po" kao Bure (2006.)
- "Ivkova slava" kao Todor (2005.)
- "Srećna mi nova godina" (2002.)
- "Suđenje generalu Vešoviću" (2001.)
- "Gorski vijenac" kao Vuk Mandušić (2000.)
- "U ime oca i sina" kao Milorad (1999.)
- "Večita slavina" (1994.)
- "Magareće godine" kao Zorin otac (1994.)
- "Nova audicija" kao profesor (1991.)
- "Posljednji valcer u Sarajevu" kao Vlado Slijepčević (1990.)
- "Volio bih da sam golub" kao  (1990.)
- "Hajdemo se voljeti 2" kao komandir vatrogasaca (1988.)
- "Azra" kao Hamo (1988.)
- "Vanbračna putovanja" kao Đetić (1988.)
- "Na putu za Katangu" kao Visoki (1987.)
- "Život radnika" (1987.)
- "Haustorče" (1987.)
- "Tempi di guerra" (1987.)
- "Ovo malo duše" (1987.)
- "Dobrovoljci" (1986.)
- "Vrenje" kao Rodoljub Čolaković - Rozenko (1986.)
- "Špadijer - jedan život" kao Časlav Špadijer (1986.)
- "Ja sam starinski ormar" kao nosač (1986.)
- "Ljepota poroka" kao nosač (1986.)
- "Audicija" kao Srboljub Šaulić (1985.)
- "Budite isti za 20 godina" (1985.)
- "Šest dana juna" kao Zdravko (1985.)
- "Ada" kao Ćiro (1985.)
- "Veliki talenat" kao Tunjo (1984.)
- "Vatrogasac" kao petar (1983.)
- "Pismo glava" kao Baja Ujević (1983.)
- "Nastojanje" (1982.)

## Vanjske poveznice
- Mladen Nelević u internetskoj bazi filmova IMDb-u (engl.)